# Lurgihaus

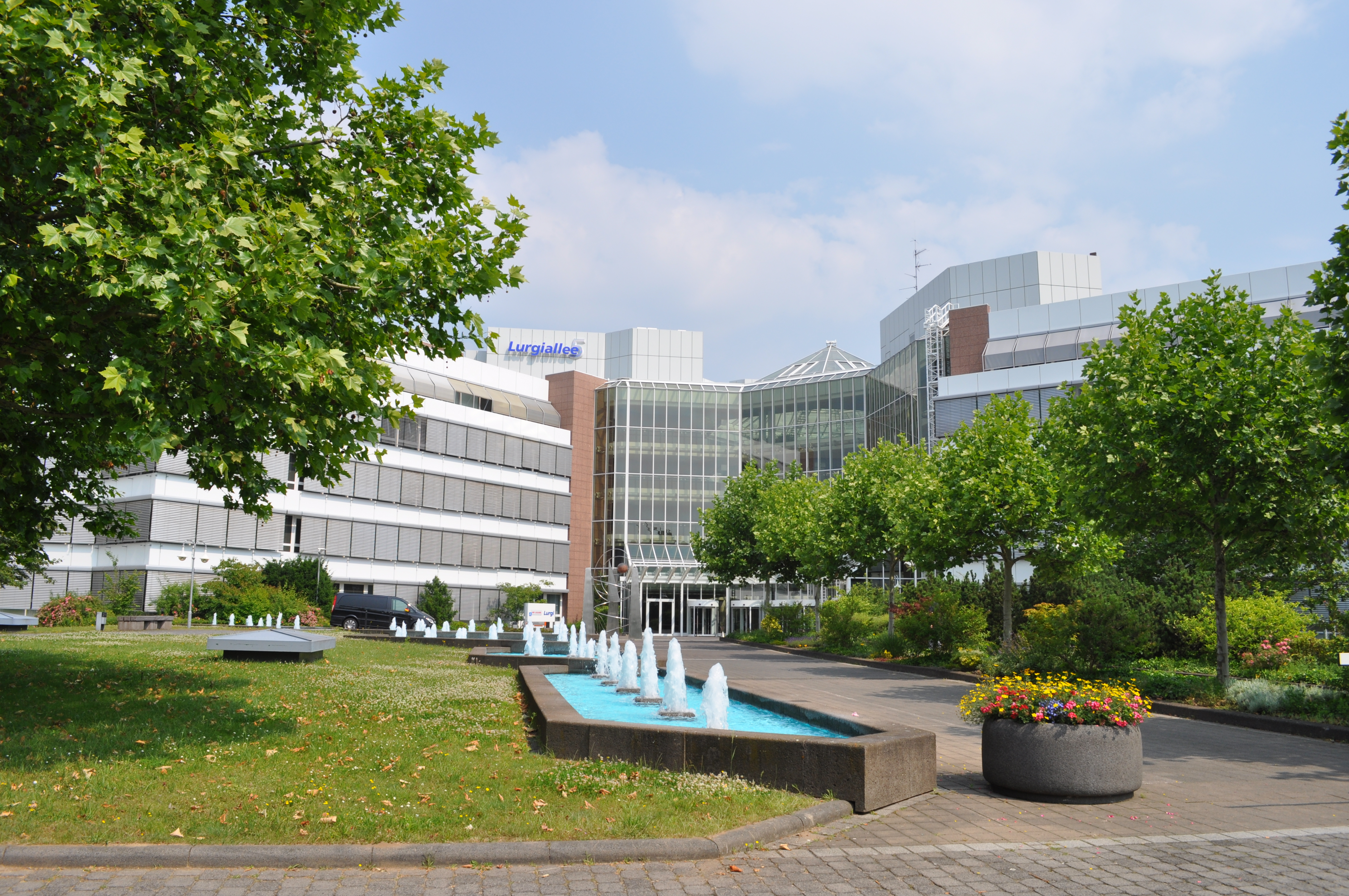
Lurgihaus

Das Lurgihaus war ein Bürogebäude in Frankfurt-Heddernheim. Es entstand 1987 als erster Neubau des Mertonviertels auf dem ehemaligen Werksgelände der Vereinigten Deutschen Metallwerke und gehörte mit einer Bürofläche von 87.000 Quadratmetern zu den größten Bürogebäuden Deutschlands. Von einem viereckigen Zentralbau zweigten sieben stark gegliederte Nebengebäude ab. Ursprünglich diente der Komplex als Hauptquartier der Lurgi AG, um die im Frankfurter Stadtgebiet verteilten Standorte zusammenzufassen. Nach einer Verschlankung des Unternehmens wurden weitere Mieter in das Gebäude aufgenommen, unter anderem die Deutsche Finanzagentur. 2014 verließ Lurgi das Gebäude.
Zwischenzeitiger Eigentümer war der britische Fonds Puma Brandenburg Limited, der das Gebäude im Januar 2007 für 199 Mio. Euro von der Deka Immobilien Investment GmbH erwarb.
Das Gebäude war an die MG Vermögensverwaltungs GmbH (mgvv) als Generalmieter vermietet. Am 12. Dezember 2017 erwarb das Immobilienunternehmen Aroundtown SA das Lurgihaus per Zwangsversteigerung für 90 Mio. Euro. Es gelang ihm jedoch nicht, das Bürogebäude erfolgreich zu vermarkten. Im Sommer 2020 stellte er es wiederum zum Verkauf. 
In dem Bieterverfahren setzte sich die städtische Wohnungsbaugesellschaft ABG Frankfurt Holding durch, die das Gebäude zusammen mit dem Berliner Projektentwickler GSP erwarb. Das Gebäude wird seit November 2021 abgerissen. An seiner Stelle sollen bis zu 1100 Wohnungen in fünf- bis sechsgeschossigen Mehrfamilienhäusern entstehen, dazu mindestens eine Schule, Kitas und Einzelhandel.